# Guerras de los Mosquetes
Las guerras de los Mosquetes (Musket Wars en inglés) fueron una serie de batallas entre varios grupos de maoríes a principios del siglo XIX, primariamente en la isla Norte en Nueva Zelanda. El conflicto estuvo directamente influenciado por la compra de mosquetes por grupos de maoríes. Las tribus del norte, como las rivales Ngapuhi y Ngāti Whātua, fueron los primeros en obtener armas de fuego, provocando así gran cantidad de muertes en las tribus vecinas, que jamás habían visto tales armas.  
La introducción de mosquetes (ngutu pārera en maorí) supuso un cambio radical en las tácticas de guerra de los maoríes, provocando la continua modificación de las fronteras tribales (rohe) y la adaptación de la economía tribal a la producción de cultivos para intercambiarlos por armas de fuego. Para 1830, las campañas militares de los maoríes neozelandeses se habían vuelto demasiado costosas, debido a la incapacidad económica de las tribus para sustentar al mismo tiempo a sus miembros y a la producción de bienes para el comercio con europeos (Pākehā-Māori) El conflicto terminó en 1842, con la firma del Tratado de Waitangi.